# 169509 Jeffreyrobbins
169509 Jeffreyrobbins è un asteroide della fascia principale esterna. Scoperto nel 2002, presenta un'orbita caratterizzata da un semiasse maggiore pari a 3,962697 UA e da un'eccentricità di 0,255689, inclinata di 3,328215° rispetto all'eclittica. Ha un diametro di 10,470 km e un'albedo di 0,031.
Fa parte della famiglia di asteroidi Schubart.